# Opisthocoelicaudia
Opisthocoelicaudia ("cua amb excavacions posteriors") és un gènere representat per una única espècie de dinosaure sauròpode titanosauroïdeu, que va viure a la fi del període Cretaci, fa aproximadament 70 milions d'anys, en el Mastrichtiano, del que avui és Àsia.

## Descripció
Aquest sauròpode de grandària regular arribà a mesurar al voltant de 12 metres de llarg, que guarda les proporcions típiques d'un sauròpode no braquiosàurid. Opistocoelicaudia presenta unes articulacions úniques en la cua d'on prové el seu nom inusual. Cadascuna de les trenta-quatre vèrtebres de la cua té una volta gran en el front i un sòcol hemisfèric profund en la part posterior, creant una sèrie de fortes unions, anomenades opisthocoelicas, d'on prové el seu nom. Les vèrtebres caudals típiques dels titanosaures tenen una articulació on el cap esfèric es troba en l'extremitat cabal amb un sòcol en el front de la següent, articulació anomenada procoelica sent a l'inrevés que en Opisthocoelicaudia. Hi ha també evidència notable d'un immens lligament i múscul unit a la cua.